# Ostrożeń Pierwszy
Ostrożeń Pierwszy – wieś sołecka w Polsce położona w województwie mazowieckim, w powiecie garwolińskim, w gminie Sobolew.
Wierni Kościoła rzymskokatolickiego należą do parafii Trójcy Świętej w Gończycach.
W latach 1975–1998 miejscowość administracyjnie należała do województwa siedleckiego.